# Lituanie aux Jeux olympiques d'hiver de 2014
La Lituanie participe aux Jeux olympiques d'hiver de 2014 à Sotchi en Russie du 7 au 23 février 2014. Il s'agit de sa huitième participation à des Jeux d'hiver.